# Calochilus sandrae
Calochilus sandrae är en orkidéart som beskrevs av David Lloyd Jones. Calochilus sandrae ingår i släktet Calochilus och familjen orkidéer.
Artens utbredningsområde är New South Wales. Inga underarter finns listade i Catalogue of Life.